# Бајерс (Канзас)
Бајерс (енгл. Byers) град је у америчкој савезној држави Канзас.

## Демографија
По попису из 2010. године број становника је 35, што је 15 (-30,0%) становника мање него 2000. године.
| Група             | 2000.      | 2010.      |
| Белци             | 46 (92,0%) | 33 (94,3%) |
| Афроамериканци    | 0 (0,0%)   | 0 (0,0%)   |
| Азијати           | 0 (0,0%)   | 0 (0,0%)   |
| Хиспаноамериканци | 4 (8,0%)   | 0 (0,0%)   |
| Укупно            | 50         | 35         |